# Semorad
Semorad, řidčeji Šimorad (polsky Simoradz, německy Schimoradz) je vesnice v jižním Polsku ve Slezském vojvodství v okrese Těšín v gmině Dubovec. Leží na území Těšínského Slezska asi dva kilometry sevorozápadně od Skočova, patří k rybníkářské oblasti zvané Žabí kraj (rybníky zaujímají 12,7 % území obce). Podle sčítání lidu v roce 2011 zde žilo 1 007 obyvatel, rozloha obce činí 6,95 km².

## Historie
První zmínka o vesnici pochází z roku 1286, kdy prý semoradský farář v ratibořském kostele pronesl kletbu na Jindřicha IV. Probuse. Semorad tedy patří k nejstarším obcím a nejstarším farnostem na Těšínsku. Nejdůležitější místní památkou je gotický kostel sv. Jakuba postavený někdy v 15. století na místě ještě staršího a částečně přestavěný v roce 1842. V presbytáři se zachovaly středověké gotické polychromie a sanktuárium, a také náhrobní desky Skočovských ze 17. století s nápisy ve staré češtině. Evangelický kostel pochází ze 20. let 20. století.
V minulosti existovaly v Semoradu dva velkostatky Těšínské komory, Horní a Dolní. Dolní byl v meziválečné době parcelován, zatímco Horní se v roce 1952 stal základem Zemědělského výrobního družstva „Wyzwolenie“ (Osvobození) o celkové rozloze 103 ha. Družstvo zůstává i v současnosti největším zaměstnavatelem v obci.
Ve dnech 28. až 30. ledna 1919 se u Semoradu odehrála jedna z československo-polských bitev sedmidenní války. Roku 1920 byla vesnice spolu s celým východním Těšínskem rozhodnutím Konference velvyslanců připojena k Polsku.